# Стоянці
Стоянці́ — село в Україні, в Яворівському районі Львівської області. Населення становить 317 осіб, мешкальних дворів — менше 100. Орган місцевого самоврядування — Мостиська міська рада.

## Географія
Селом тече річка Млинівка.

## Розташування
Щоб знайти Стоянці, потрібно у с. Солом'янка після новозбудованої церкви (по лівій стороні) повернути з мостиської траси ліворуч і через чотири кілометри асфальтована дорога приведе у село. На топографічній мапі Львівщини с. Солом'янка підписане як Пісок (відразу після с. Берегове). Стоянці — село довге, витягнулося уздовж головної вулиці на чотири кілометри.

## Коротка історія
Перша письмова згадка про Стоянці відноситься до 1366 року. Римсько-католицька парафія тут заснована завдяки родині власників — Чурилів. У XV ст. (1475 року) згадується місцевий парох о. Йоан, а 1477—1504 рр. — його наступник о. Мартин). У 1631 р. парафія повернулась в лоно Католицької Церкви після тривалого періоду реформації. У 1667 році її майнове забезпечення збільшила Ефросинія Чурило — дружина жидачівського та янівського старости Героніма з Тенчина Оссолінського.
Протокол візитації єпископа Павла П'ясецького від 1646 р. свідчить про те, що новозбудований костел, під час спорудження якого використали будівельні матеріали, отримані зі старого храму, носив «титул» Всіх Святих і мав один вівтар. Святиня у Стоянцях становить рідкісний зразок римсько-католицького дерев'яного сакрального будівництва XVIII ст. в Україні. 24 травня 1743 року львівський латинський єпископ Вацлав Сераковський під час візитації заново освятив костел. У 1897 р. придбано і встановлено орган. На початку XX ст. дерев'яний храм добудували мурованою частиною, спорудили також захрестя і дзвіницю, а 1913 року костел вкрили бляхою. 1922 р. встановили дзвін «Марія», а у 1925 р. — дзвін «Йосип».
Парафія у Стоянцях, яка спочатку належала до Мостиського деканату Перемишльської дієцезії РКЦ (з 1787 р. — до Яворівського, а з 1920 р. — до Вишнянського), обіймала приблизно десяток сіл. У 1913—1933 рр. від 3 до понад 4 тисяч вірних обслуговував парох о. Станіслав Яворський.
У 1945 р. значну частину мешканців виселили до Польщі. Пароху о. Антонію Ганцажові-Незабітовському вдалося вивезти більшість костельного майна, у тому числі ікону Матері Божої Милосердної [2] XVII ст., який користувався особливою пошаною (сьогодні ікона зберігається у костелі св. Йоана Хрестителя у Повідзко). Храм у Стоянцях закрили, і лише у 1990 р. святиню [1, 3] повернули вірним, які після проведеної реставрації нині послуговуються ним. Теперішній неоготичний головний вівтар [4] початку XX ст. з образом Матері Божої з Дитятком походить з Мостиськ, а два бічні — виготовлені у 90-х роках XX століття.

## Пам'ятки
На вище згаданій карті у селі нема жодного храму, але це не так. Відомо, що місцева дерев'яна церква Введення 1789 р., яка стояла у східній частині села, згоріла ще у 2000 р., а на її місці збудували мурований храм. За іншим списком «Діючі костели і каплиці Римо-католицької церкви на Львівщині» у Стоянцях має бути дерев'яно-мурований костел. Я не звертав уваги на нього, поки п. Ігор Клок не нагадав мені про нього (дякую), коли надіслав фото.
Костел розташований недалеко від в'їзду до села зі сторони мостиської траси (від неї доведеться йти пішки), біля сільської дороги. У 1897 р. закупили і змонтували органи. На поч. XX ст. прибудували муровану частину нави, а також муровану захристію та дзвіницю. Розбудова пов'язана зі значним збільшенням вірних, які відвідували костел. У 1913 р. його накрили бляхою. У 1922 р. поставили дзвін «Марія», а в 1925 р. — «Йозеф». В 1913—1933 рр. до парафії Стоянці належало близько 10-ти сіл у яких проживало 3 — 4 тис. вірних. У 1945 р. значну частину парафіян переселили до Польщі. Ксьондз Антоній Ганцар-Незабитовський зміг вивезти більшу частину костельного майна, в тому числі образ Матері Божої Ласкавої з XVIII ст., який був оточений особливим культом (сьогодні образ є в Повіцку біля м. Жмігрод (Польща). За народними переказами, образ з'явився колись на липі біля костелу. Кажуть, що якось дану ікону перенесли в одне з недалеких поселень, але за легендою вона ніби «повернулася» на старе місце. На відпуст, який відбувався і відбувається щороку 16 липня сюди приходило багато людей. З кінця 1940-х рр. і до 1990 р. костел був закритий. Місцева жителька п. Броня, яка наглядає за костелом та її чоловік розповіли, що після закриття святині її перетворили на зерносховище. В інтер'єрі зробили перегородки для бункерів, але розписи на стінах не знищили. Коли місцевий колгосп збудував своє, велике зерносховище, в костелі влаштували склад запчастин до сільськогосподарської техніки. Але склад з часом став замалий, тому на поч. 1980-х рр. його збудували в іншому місці. Жінка каже, що один чоловік з Мостиськ, який виділяв шифер для покриття складу, частково поділився ним для покриття костелу (замість старої бляхи). Коли відкрили костел для богослужень, була ідея розібрати дерев'яну частину будівлі і до мурованої прибудувати невеликий вівтар (зменшити будівлю за розмірами). Після відкриття, як пригадує п. Броня, вона одна приходила до костелу і приїжджий ксьондз правив для неї службу(!). Сьогодні ксьондз також щонеділі приїжджає з Судової Вишні, щоб задовольнити релігійні потреби всього чотирьох-п'яти старших людей, які ще відвідують костел. Сьогодні неоготичний головний вівтар з поч. XX ст. з образом Матері Божої з Дитям походить з м. Мостиська, два бічні вівтарі були зроблені в 1990-х рр.
Як видно, костел складається з двох основних частин: орієнтованого на схід гранчастого вівтаря і великої нави, яка в свою чергу поділяється стару, дерев'яну частину і пізніше прибудовану муровану. Стара частина з півдня має невелику прибудову гранчастої форми, схожу на бічний вівтар. У його східній стіні є двері, на яких вирізьблені два серця з хрестами на них (такі ж символи є на вхідних дверях від заходу). Вівтар з півночі має муровану ризницю. Дерев'яні стіни покриті гонтом або вертикально шальовані дошками. Гонтове покриття в багатьох місцях відсутнє, тому костел має убогий вигляд. У стінах дерев'яної частини нави та вівтаря є вертикальні виступи, це — бруси для жорсткості конструкції. Вікна високі, з двох частин. Стіни завершує широкий дерев'яний карниз, на який опираються двосхилий (над навою) і п'ятисхилий (над вівтарем) дахи. Гребінь даху над старою частиною нави увінчаний сигнатуркою. На південний захід від костелу стоїть мурована дзвіниця.
Село Стоянці, Матері Божої Святого Скапулярію, парафія Судова Вишня, Мостиський деканат.